# Església dels Sants Gervasi i Protasi i de la Mare de Déu de la Bonanova
L'església de la Bonanova (oficialment dels Sants Gervasi i Protasi i de la Mare de Déu de la Bonanova) és un temple catòlic situat a la plaça del mateix nom, al barri de Sant Gervasi - la Bonanova de Barcelona, catalogat com a bé amb elements d'interès (categoria C). Va ser construïda entre 1942 i 1962, obra de Josep Danés i Torras en estil neorenaixentista, i acabada a la mort d'aquest per Joaquim Porqueras i Bañeres. La parròquia pertany a l'arxiprestat de Sant Gervasi de l'Arxidiòcesi de Barcelona.

## Història

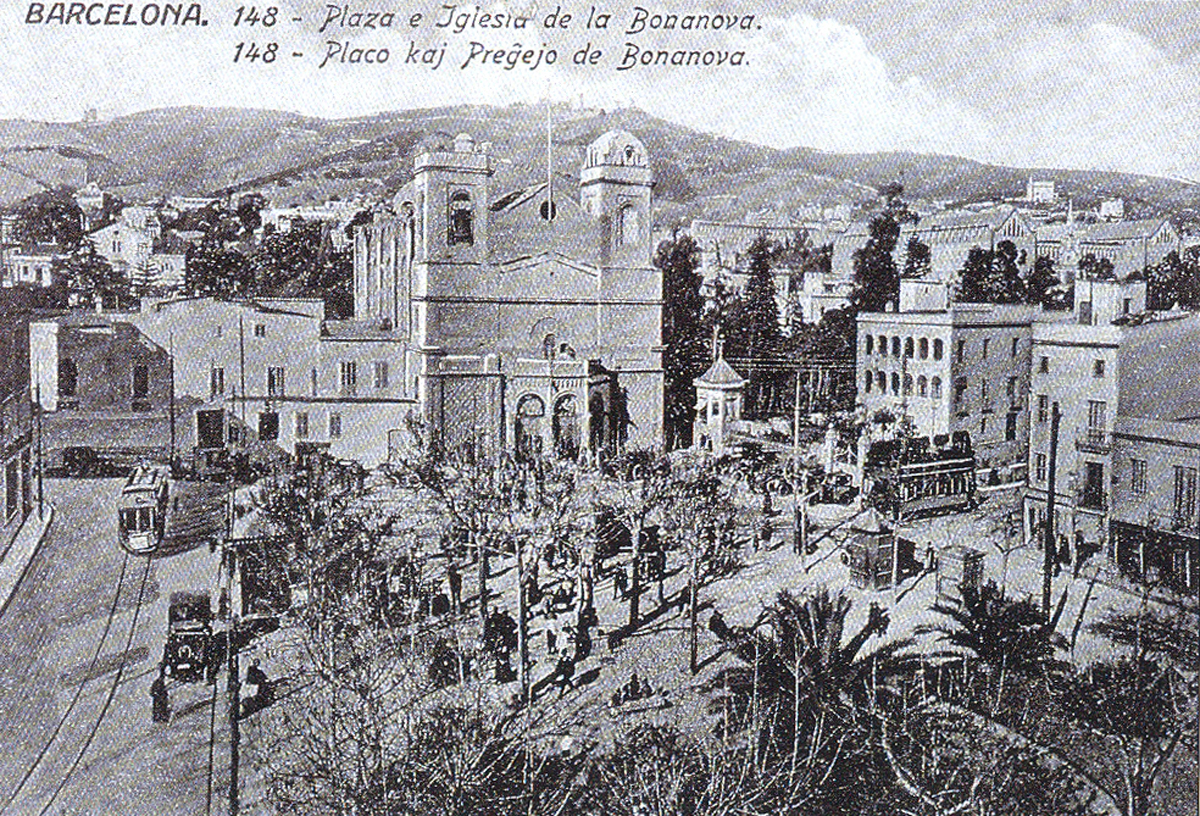
Antiga església de la Bonanova

En aquest indret hi ha notícies d'una capella dedicada als sants Gervasi i Protasi des del segle x, situada en un lloc denominat Creu Trencada, a la cruïlla dels camins de Sarrià a Horta i de Barcelona a Collserola. Aquest va ser el nucli de la vila de Sant Gervasi de Cassoles, un antic municipi que va ser agregat a Barcelona el 1897. Al segle xiii es va construir una nova església, d'estil romànic, que el 1245 va adquirir la categoria de parròquia. La construcció del temple medieval va ser patrocinada pel noble Pere de Montjuïc, i va ser el seu primer rector el seu germà, Arnau de Montjuïc. L'antiga església era petita, però suficient per donar servei als 200 habitants de la vila.
Al segle xvii es va introduir la devoció a la Verge dels Afortunats o de la Bonanova, que va anar desplaçant a la dels germans màrtirs. Durant la Guerra de Successió l'església va ser saquejada, el 1706 i 1714. Al segle xviii es van construir diversos altars i capelles laterals, com les de sant Vidal, del Roser i de la Puríssima Concepció.
Al segle xix, l'augment de la població va portar a ampliar l'església i a efectuar diverses reformes, realitzades per l'arquitecte Josep Ràfuls entre 1842 i 1847, en estil neoclàssic; el 1856 es van edificar dos campanars i, el 1862, es va afegir un rellotge a un dels campanars. El 1876 es va fer una nova ampliació i diverses reformes, efectuades en estil neomudèjar per Josep Vilaseca: es va ampliar el cambril, realitzat amb planta octogonal i amb cimbori, i es va construir una sagristia i una biblioteca. El 1883, el papa Lleó XIII va proclamar la Mare de Déu de la Bonanova copatrona de la vila de Sant Gervasi. El 1889 es va reformar el campanar, i s'hi van instal·lar nous vitralls, un cor i un orgue. El 8 de setembre de 1900 es va produir la coronació canònica de la imatge de la Verge de la Bonanova, a càrrec del bisbe Josep Morgades, i el sacerdot i poeta Jacint Verdaguer va escriure un himne en honor seu.
Durant el temps com a rector de Santiago Estebanell (1906-1916), s'hi van organitzar nombroses activitats socials, com una escola nocturna obrera, un consultori mèdic parroquial i un casal infantil, i es van celebrar diversos Jocs florals, en els quals van participar poetes com Josep Carner. El 1936, a l'inici de la Guerra Civil, l'església va ser destruïda, i el seu rector, Lluís Xiró i Roig, assassinat. El 1942 es va iniciar la construcció del nou temple, obra de Josep Danés i Torras, i a la seva mort el 1955, les obres van ser continuades per Joaquim Porqueras i Bañeres, fins a la seva finalització el 1962.

## Descripció
L'església de la Bonanova està inspirada en les basíliques paleocristianes, amb una clara influència de la basílica de Santa Maria Major de Roma. La façana presenta un pòrtic sobre escalinata amb vuit columnes corínties, sobre el qual se situa un entaulament amb la inscripció Ave Gratia Plena Dominus Tecum; sobre aquest es troba un cos superior amb cinc finestrals d'arc de mig punt, dos d'ells amb les imatges dels sants Gervasi i Protasi, rematat per un frontó i una creu. Als costats del cos central es troben el campanar, a l'esquerra, amb un rellotge en cadascun dels seus quatre costats; i, a la dreta, una torre octogonal rematada per una cúpula acampanada i una rosa dels vents. L'interior presenta tres naus separades amb arcades de mig punt, amb capelles laterals, i un sostre d'enteixinat. Està decorat amb mosaics de Lluís Bru i esgrafiats i pintures de Francesc Labarta. Té una capella adjacent dedicada al Santíssim, on destaca un mosaic del Sant Sopar de Josep Obiols.